# 學海書樓
學海書樓，是由賴際熙太史於1923年創辦，他是漢學專家，辛亥革命後移居香港，任教於香港大學中文學院。賴際熙景仰兩廣總督阮元創辦學海堂，故用「學海」二字以名書樓。
賴際熙太史畢生旨在傳揚中國國粹，聚書授學。在1963年前，原址在上環般含道。 其國學古籍有1,900餘種，總共34,600多冊，在樓址搬遷之隙，賴際熙太史將之藏書全部借存於香港大會堂圖書館。在2001年，特藏再移遷到香港中央圖書館九樓參考圖書館，供讀者參閱。學海書樓的藏書多數已經絕版。

## 伸延閱讀
- 星光行
- 《解密百年香港》 香港圖書館歷史
- 吳天任，著名詩人、歷史學家、酈學家，學海書樓楚辭及杜詩講師
- 陳汝柏，學海書樓國學及周易講師
- 潘小磐

## 外部參考
- 《學海書樓：75週年紀念集》（页面存档备份，存于） 中文大學出版社
- 賴際熙太史墨寶展
- 陳汝柏，學海書樓國學及周易講師（页面存档备份，存于）

1. ↑  . am730. 2022年4月14日  [2022年6月2日]. （原始内容存档于2022年6月2日）.